# Campagne de France (1814)
Pour les articles homonymes, voir Campagne de France.
Sixième Coalition
Batailles
Campagne de Russie (1812)
- Liste des batailles
- Mir
- Moguilev
- Ostrovno
- Vitebsk
- Kliastitsy
- Smolensk
- 1re Polotsk
- Valoutina Gora
- Moskova
- Moscou
- Winkowo
- 2e Polotsk
- Maloïaroslavets
- Gorodnia
- Czaśniki
- Viazma
- Smoliani
- Krasnoï
- Bérézina

Campagne d'Allemagne (1813)
- Dantzig
- Lunebourg
- Möckern
- Lützen
- Bautzen
- Reichenbach
- Haynau
- Luckau
- Hoyerswerda
- Lauenbourg
- Goldberg
- Gross Beeren
- Katzbach
- Dresde
- Kulm
- Dennewitz
- Peterswalde
- Liebertwolkwitz
- Leipzig
- Hanau
- Sehested
- Torgau
- Hambourg

Campagne de France (1814)
- Sainte-Croix-en-Plaine
- Besançon
- Mayence
- Metz
- Saint-Avold
- 1re Saint-Dizier
- Brienne
- La Rothière
- Campagne des Six-Jours (Champaubert
- Montmirail
- Château-Thierry
- Vauchamps)
- Mormant
- Montereau
- Bar-sur-Aube
- Saint-Julien
- Laubressel
- Berry-au-Bac
- Craonne
- Coutures
- Laon
- Soissons
- Mâcon
- Reims
- Saint-Georges-de-Reneins
- Limonest
- Arcis-sur-Aube
- Fère-Champenoise
- 2e Saint-Dizier
- Meaux
- Claye
- Villeparisis
- Paris

- Feistritz
- Caldiero (en)
- Trieste
- Mincio

- Hoogstraten (de)
- Anvers
- Berg-op-Zoom
- Courtrai

La campagne de France est la dernière phase de la guerre menée par la Sixième Coalition contre l'Empire français, qui se déroule de fin décembre 1813 à avril 1814, et pendant laquelle Napoléon Ier tente d'arrêter l'avancée en France des troupes de la coalition, et de conserver son trône. Face à des forces coalisées très supérieures en nombre, l'armée française se compose largement de jeunes recrues ; les vétérans ayant péri dans la campagne de Russie de 1812 et la campagne d'Allemagne de 1813. Napoléon remporte plusieurs victoires mais ne peut empêcher les principales armées coalisées, entrant par les frontières du nord et de l'est, de converger vers Paris tandis que d'autres avancent dans le sud-ouest et la vallée du Rhône. Après l'entrée des troupes prussiennes et russes dans Paris, l'empereur abdique le 6 avril 1814 et part en exil à l'île d'Elbe.

## Préparatifs de l'affrontement
Napoléon, qui a franchi le Rhin à Mayence le 7 novembre 1813, arrive à Saint-Cloud le 9. La situation financière est critique : le conseil des Finances, tenu le 26 octobre, prévoit pour l'année 1814 un budget de 1 125 millions de francs dont 672 pour les seules dépenses militaires. La corruption et le détournement de fonds sont endémiques et les fournitures souvent surfacturées. Le 10 novembre, Napoléon tient un conseil des ministres et cherche un moyen d'augmenter les recettes fiscales. Une augmentation des droits sur le tabac serait impraticable. La vente des biens communaux pourrait rapporter 84 millions mais encore faut-il trouver des acheteurs. Par un décret impérial daté du 11 novembre, le prix du sel est augmenté de 20 centimes par kilogramme, et 30 centimes sont ajoutés à l’impôt sur les portes et fenêtres, afin de tenter de renflouer les caisses de l'État. Les caisses de la Couronne ne contiennent plus que 30 millions et Napoléon se résigne à en ajouter 10 millions prélevés sur sa fortune personnelle. Il ordonne à Mollien, ministre du Trésor, de verser immédiatement une avance de 15 à 20 millions au syndicat des entrepreneurs de l'habillement. Le 14, il déclare au Sénat : « Toute l'Europe marchait avec nous il y a un an ; toute l'Europe marche contre nous aujourd'hui ».
Le 9 novembre, à Francfort, le ministre autrichien Metternich convainc les ministres de la Coalition d'envoyer à Napoléon une offre de paix, les propositions de Francfort. Le diplomate français Auguste de Saint-Aignan, qui avait été capturé en Saxe par les cosaques, est envoyé les porter à Napoléon qui reçoit Saint-Aignan le 14 novembre, mais ne se hâte pas d'envoyer un plénipotentiaire pour ouvrir les discussions. Caulaincourt et d'Hauterive sont chargés de rendre compte de ces propositions aux commissions des deux chambres, mais l'Empereur refuse que le rapport de Saint-Aignan soit montré aux parlementaires. On a parlé à Saint-Aignan de limiter la France à ses « frontières naturelles », terme ambigu qui permet toutes les spéculations.
Le 13 novembre, la révolte de la Hollande, qui chasse l'administration française, prive la France d'une importante source de revenus tout en ouvrant une large brèche sur sa frontière du nord. La Hollande et la Belgique ont pratiquement cessé de payer des impôts et de fournir des conscrits, et ceux qui sont dans les rangs français désertent en masse.
Le 15 novembre, un sénatus-consulte lève un contingent de 300 000 conscrits et rappelés des années 1804 à 1807, dont 150 000 doivent être déployés immédiatement, les autres quand l'ennemi aura franchi la frontière, s'ajoutant à ceux de la précédente mobilisation du printemps 1813. Il prévoit aussi la levée de 160 000 sur la classe de 1815 mais ceux-ci, trop jeunes, ne doivent pas être engagés immédiatement. Le même jour, un autre sénatus-consulte arrête que le Sénat et le conseil d'État assisteront à l'ouverture du Corps législatif, prévue pour le 19 décembre.
Le 4 décembre, les Alliés, n'ayant pas reçu de réponse satisfaisante à leurs propositions, publient une proclamation destinée à l'opinion française où ils réclament l'indépendance de la Hollande, de l'Allemagne et de l'Italie tout en se disant « unanimement d'accord sur la puissance et la prépondérance que la France doit conserver et en se renfermant dans ses limites naturelles, qui sont le Rhin, les Alpes et les Pyrénées ». On ignore si leurs propositions de paix avaient une chance d'aboutir ou n'étaient qu'une manœuvre destinée à présenter Napoléon comme seul responsable de la poursuite du conflit.
Le 11 décembre 1813, Napoléon signe le traité de Valençay avec Ferdinand VII, roi d'Espagne, prisonnier en France depuis 1808 : l'empereur rétablit la dynastie des Bourbons d'Espagne en détrônant son propre frère Joseph Bonaparte. Il espère mettre fin à la guerre d'indépendance espagnole qui menace sa frontière pyrénéenne. En fait, les Cortes de Madrid, qui assurent le pouvoir dans les régions libérées d'Espagne, refuseront de ratifier ce traité signé sous la contrainte.
Le même jour, le 11 décembre, Napoléon mobilise 160 000 hommes dans la Garde nationale mobile ; ils doivent être tirés au sort dans chaque commune, en plus de la conscription de l'armée.
À partir du 15 décembre, les armées de la coalition se mettent en mouvement vers la France :
- l'armée du Nord de Bernadotte, principalement russe et prussienne, par la Hollande ;
- l'armée de Silésie, russe et prussienne, commandée par Blücher, par la Rhénanie, la Lorraine et l'Alsace ;
- la Grande armée, à dominante autrichienne, commandée par Schwarzenberg, à travers la Suisse qui se déclare neutre, vers Bâle ;
- l'armée du Sud, vers Genève et la vallée du Rhône.

Napoléon prévoit que 40 000 conscrits rejoindront l'armée des Pyrénées, 31 200 celle d'Italie et 100 500 iront à la Grande Armée dans le nord-est de la France. En fait, le calcul est faussé par le nombre croissant des insoumis et déserteurs, le double compte d'hommes déjà enrôlés et le recrutement de la Garde nationale dont les hommes, en principe, sont exemptés du service dans les troupes de ligne. Dans six départements du nord-est, la mobilisation doit être suspendue en raison de l'avance ennemie ; dans trois départements du nord et 24 du Midi, elle est également reportée en raison de la résistance de la population et du manque d'armes et d'équipements. Beaucoup de jeunes hommes mobilisables se cachent ou recourent à l'automutilation pour échapper au service. En tout, 140 124 conscrits sur la classe de 1813-1814 et 24 258 sur celle de 1815 manquent à l'appel.
Le manque de chevaux de cavalerie ou de trait est tout aussi dramatique après les hécatombes de 1812 et 1813. En décembre, Napoléon envisage le retrait de 16 000 chevaux du théâtre espagnol pour renforcer les défenses du Rhin et d'Italie ; dans l'immédiat, il ordonne l'achat immédiat de 10 000 chevaux à livrer aux dépôts de Douai, Metz, Mayence et Strasbourg et, le 30 décembre, ordonne aux préfets de recenser tous les chevaux valides : en fait, la plupart des chevaux détenus pour l'usage civil n'ont plus l'âge et les qualités requises pour l'armée. Les selles, le harnachement, le fourrage manquent. Les maquignons en profitent pour faire monter leurs prix : le ministre Pierre Daru calcule qu'il faudra 2,5 millions de francs pour remplir la commande dans un délai de trois mois. À Strasbourg, le 1er janvier 1814, Grouchy ordonne la réquisition urgente de 800 chevaux ; à Nancy, il somme la municipalité d'avancer 15 000 francs pour le ferrage. Les chevaux, souvent en piètre condition physique, mal nourris et mal équipés, ne tiennent généralement pas plus de six semaines. La situation s'aggravera au printemps 1814 : la réquisition des chevaux de charrette, halage et messageries compromet l'activité économique sans suffire aux besoins de l'armée.
Le 19 décembre, l'Empereur prend la parole lors de l'ouverture de la session du Corps législatif pour demander « de nouveaux sacrifices ». Le Corps législatif critique directement la volonté de Napoléon de continuer les combats dans son rapport (fait par Lainé le 29 décembre), et en vote l'impression à la majorité de 223 voix contre 31.
Le 30 décembre, la commission du Sénat fait son rapport à l'Empereur en se rangeant à l'avis de poursuivre la guerre.
Le 31 décembre, Napoléon interdit l'impression du rapport Lainé, et fait fermer les portes de la salle des séances. L'Empereur témoigne à son conseil d'État la douloureuse impression qu'il a ressentie à la lecture du rapport de la commission du Corps législatif, qu'il regarde comme injurieuse à sa personne et attentatoire à son autorité.
Le même jour, les coalisés franchissent le Rhin en deux points, par le pont de Bâle et sous Mayence.
Le 1er janvier 1814, les divers corps constitués se rendent aux Tuileries pour offrir, suivant la coutume, leurs hommages de l'an au chef de l'État. Napoléon apostrophe violemment le Corps législatif venu pour son audience de congé.
Pour compléter les mesures de mobilisation dont le rendement est inférieur aux prévisions, un décret du 4 janvier 1814 ajoute un appel de 175 000 hommes dans la Garde nationale sédentaire, chargée du maintien de l'ordre et de la chasse aux réfractaires sous le nom de « cohortes urbaines ». En principe, il n'est plus possible aux citoyens riches de payer pour s'exempter ; en fait, les dispenses seront nombreuses. Le même décret du 4 janvier permet la création, dans les départements menacés, de corps francs constitués de volontaires servant à leurs frais et qui mèneront une guerre de partisans sur les arrières de l'ennemi en se payant sur le butin. Des groupes se forment par endroits, notamment autour de Saint-Dizier. Le 10 janvier, un nouveau décret fait appel aux vétérans et aux invalides à qui on demande de contribuer à l'entraînement des recrues et au service de l'artillerie. Enfin, une fois les hommes recrutés, il faut les armer et les équiper alors que les précédentes campagnes ont vidé les arsenaux.

## Les forces en présence
| Armée                                                                      | Commandant           | Nombre d'hommes |
| -------------------------------------------------------------------------- | -------------------- | --------------- |
| Garnisons des places au-delà du Rhin,                                      | Louis Nicolas Davout | 100 000         |
| Armée des Pyrénées d'Aragon                                                | Soult et Suchet      | 90 000          |
| Armée franco-italienne sur l'Adige, garnisons en Italie, en Dalmatie, etc. | Eugène               | 50 000          |
| Grande armée                                                               | Napoléon Ier         | 220 000         |
| Total                                                                      | Total                | 460 000         |

Dans ce nombre ne sont pas compris les 160 000 gardes nationaux rendus mobiles par le sénatus-consulte du 3 avril 1813. Un décret du 30 décembre 1813 prescrit que des légions, composées de compagnies de grenadiers et de chasseurs de la Garde nationale, seraient formées dans les départements de l'Aisne, du Loiret, de Seine-et-Marne et de Seine-et-Oise, levée destinée à concourir à la constitution d'une armée de réserve en avant de Paris. Le département de Seine-et-Oise était imposé à une légion donnant un effectif de 4 200 grenadiers et chasseurs (7 cohortes, 28 compagnies de 150 hommes).
| Armée                                                                         | Commandant         | Nombre d'hommes |
| ----------------------------------------------------------------------------- | ------------------ | --------------- |
| Grande armée alliée                                                           | Schwarzenberg      | 200 000         |
| Armée de Silésie                                                              | Blücher            | 86 000          |
| Armée du Nord                                                                 | Bernadotte         | 159 000         |
| Réserves allemandes en formation                                              |                    | 80 000          |
| Corps hollandais                                                              | Guillaume d'Orange | 12 000          |
| Corps anglais en Belgique                                                     | Graham             | 8 000           |
| Réserves autrichiennes se réunissant sur l'Inn                                |                    | 50 000          |
| Réserves russes se formant en Pologne                                         |                    | 60 000          |
| Troupes employées aux blocus et aux sièges en Allemagne                       |                    | 100 000         |
| Armée autrichienne en Italie                                                  | Bellegarde         | 70 000          |
| Armée des Pyrénées, composée de Britanniques, Espagnols, Portugais, Siciliens | Wellington         | 140 000         |
| Total                                                                         | Total              | 1 000 000       |

Dans cette énumération ne sont pas compris les Landwehr, les Landsturm en Allemagne, les guérillas en Espagne, ni les troupes de Murat, ni un corps de Britanno-Siciliens. En comparant entre eux les deux tableaux ci-dessus, il est facile de présenter quel sera le résultat de la campagne qui va s'ouvrir, si l'on considère surtout que les corps français n'ont encore reçu qu'une organisation incomplète, et que leurs rangs sont remplis aux deux tiers par des conscrits à peine adolescents, et peu ou point exercés au maniement des armes.
Les Autrichiens, au nombre de 120 000 hommes, pénètrent en France le 23 décembre ; les Russes et les Prussiens passent le Rhin ; une armée formidable, commandée par Bernadotte et composée de Suédois, Russes, Prussiens, Britanniques, est destinée à envahir l'Empire par la Belgique.

### Le retournement de Murat

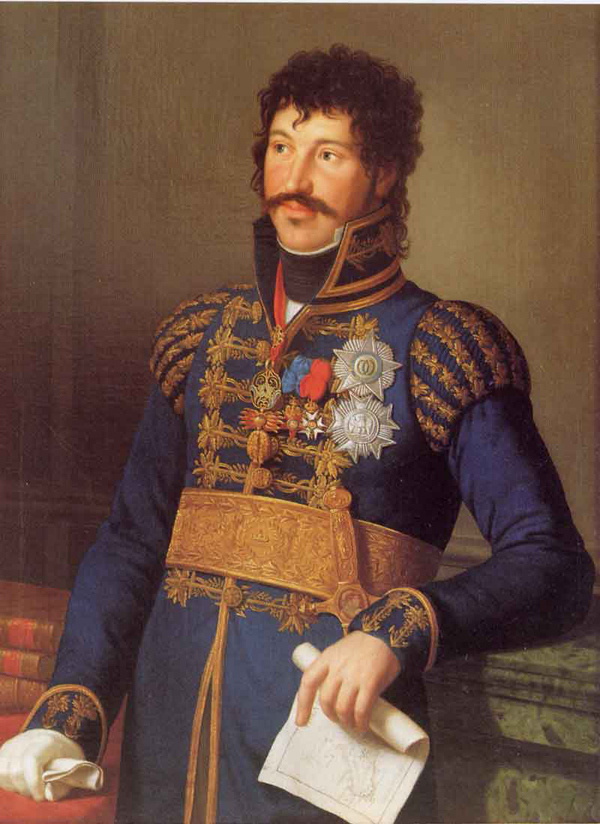
Joachim Murat, roi de Naples.

Le 6 janvier 1814, une convention provisoire a été conclue entre Joachim Murat, roi de Naples, et le Royaume-Uni : elle établit un armistice dont l'expiration sera ratifiée trois mois à l'avance. Le 11, Murat conclut un traité d'alliance avec l'Autriche, par lequel il s'engage à fournir 30 000 hommes à la coalition, moyennant quoi ses États en Italie lui sont garantis ainsi qu'à ses héritiers.
La défection de Murat paralyse l'action de l'armée d'Italie aux ordres du prince Eugène de Beauharnais, qui par là se trouve placé entre deux feux.

## Front du Nord et de l’Est
Napoléon Ier affronte les troupes coalisées de la Russie, de la Prusse, du Royaume-Uni, de la Suède, de l'Autriche et de plusieurs États allemands, anciens alliés de Napoléon, notamment les royaumes de Bavière et de Wurtemberg pour ne citer que les plus puissants. Les forces qui envahissent la France sont divisées en trois armées : Bohême (Karl Philipp de Schwarzenberg), Silésie (Gebhard Leberecht von Blücher) et Nord (Bernadotte).

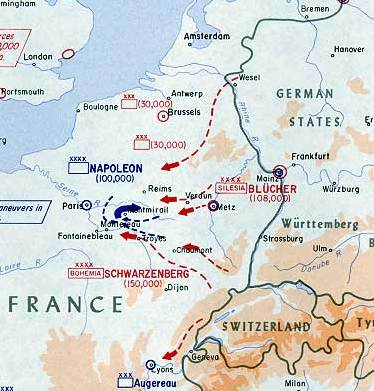
Les armées coalisées du Nord, de Silésie et de Bohême franchissent le Rhin au début de 1814.

Le premier mois de la campagne de France est marqué par l'avancée lente mais constante des troupes alliées. Les troupes françaises commandées par Victor (défendant les Vosges) et Marmont (défendant la Sarre) reculent devant l'armée de Blücher ; de même Ney évacue Nancy. Schwarzenberg avance depuis Belfort en direction de Paris, par Vesoul et Langres.
Quelques succès ponctuels, comme la reprise de Mâcon aux Autrichiens par les troupes du général Legrand, parties de Tournus le 23 janvier 1814, ne modifient pas le recul général.
Le 25 janvier 1814, la part de la France située à l'est d'une ligne passant par Charleville-Mézières, Saint-Dizier et Dijon est conquise par les coalisés. Blücher est à environ 150 km à l'est de Paris. Napoléon décide de commander effectivement et, après avoir conféré solennellement la régence à l'Impératrice Marie-Louise, et confié son fils, le roi de Rome, à la Garde nationale, il part de Paris et installe, le 26, son quartier général à Châlons-sur-Marne. L'aile droite de son armée, commandée par le maréchal Mortier, est dans les environs de Troyes ; le centre, avec les maréchaux Marmont et Victor, autour de Vitry ; l'aile gauche, dirigée par le maréchal Macdonald, près de Mézières. La réserve, formée de la Garde, sous le commandement de Ney et Oudinot, se poste à Châlons et Vitry. L'effectif de ces divers corps est évalué à 50 000 hommes.
Dans le camp de l'Empire français, les pertes précédentes en hommes, en Russie et en Allemagne, sont trop importantes pour être compensées, d'autant que de nombreuses troupes sont restées en garnison dans les places fortes d'Allemagne, comme à Hambourg (gouvernée par le maréchal Davout). Avec une armée diminuée, inexpérimentée (les jeunes conscrits de 1814, les « Marie-Louise », ne sont pas à la hauteur de leurs aînés), et largement dépassée en nombre, Napoléon, s'il parvient à infliger plusieurs revers à ses ennemis, ne peut réellement reprendre l'initiative et exploiter ses quelques succès. Il tente d'arrêter, puis de contourner l'offensive ennemie et de la prendre à revers, alors que les alliés se dirigent vers Paris et que les défections se multiplient. Les alliés entrent dans Paris le 31 mars 1814.
La reddition de Paris, et le refus de combattre des généraux qui l'accompagnent, décident Napoléon à abdiquer à Fontainebleau le 6 avril.

### Les armées coalisées franchissent le Rhin

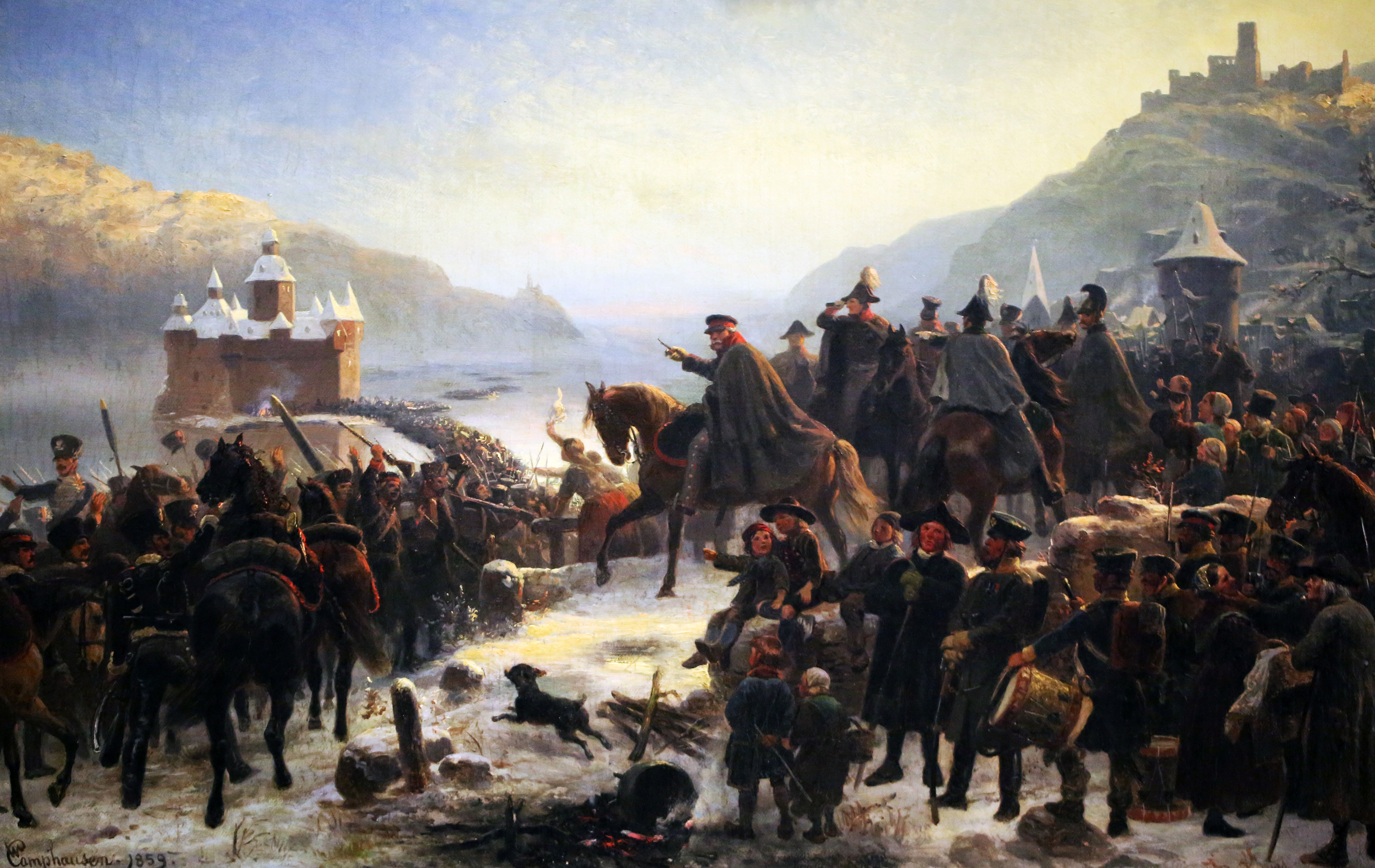
Traversée du Rhin par Blücher près de Kaub, toile de Wilhelm Camphausen, 1859.

À la fin de décembre 1813, les armées coalisées franchissent le Rhin en plusieurs points, depuis le Brabant du Nord jusqu'à Bâle. Les forces britanniques (en) du général Graham et prussiennes de Bülow entrent sur le territoire de l'ancien royaume de Hollande, annexé par la France en 1810 ; elles sont rejointes en janvier 1814 par les troupes russes de Wintzingerode et hollandaises du prince d'Orange. Une partie de ces forces va entreprendre le siège d'Anvers.
Le 31 décembre, l'armée de Silésie, commandée par le Feldmarschall Blücher, traverse le fleuve en Rhénanie : le corps russe de Saint-Priest devant Coblence, ceux de Langeron (russe) et Yorck (prussien) devant Kaub et Bacharach. Blücher, pour bénéficier de l'effet de surprise, a choisi un passage d'accès difficile, les rives du Rhin étant très escarpées dans ce secteur, mais, de toute façon, l'armée française de Rhénanie commandée par Marmont, peu nombreuse et minée par une épidémie de typhus, n'est pas en mesure de s'y opposer. Les coalisés peuvent entreprendre le siège de Mayence, bloquée par le corps de Langeron à partir du 3 janvier 1814. Marmont, après quelques combats de retardement, se replie vers la Lorraine le 9 janvier.
Le 21 décembre 1813, l’armée de Bohême, principalement autrichienne et commandée par le prince de Schwarzenberg, avait traversé le fleuve à Bâle, la Confédération suisse ayant autorisé son passage. Le corps bavarois du général von Wrede vient mettre le siège devant Huningue. Le 24 décembre a lieu le premier affrontement à Sainte-Croix-en-Plaine, en Alsace, opposant la cavalerie française et celle des Austro-Bavarois. Le 31, les coalisés attaquent à nouveau le village qui est défendu, cette fois, par la division légère de Piré.
Napoléon avait ordonné au maréchal Mortier de marcher vers Namur avec la Vieille Garde pour faire face à l'invasion par le nord ; le 24 décembre, apprenant le mouvement de l’armée de Bohême qui avait franchi le Rhin à Bâle, il donne un contrordre et l'envoie vers Reims, puis Chaumont et Langres pour réunir ses forces à celles du maréchal Victor autour d'Épinal. Une lettre de Kellermann à Victor, interceptée par les cosaques dans la nuit du 7 au 8 janvier 1814, fait connaître ce mouvement aux coalisés et les incite à accélérer leur marche.

### Combat de Saint-Avold et siège de Metz
Devant l'avance de la cavalerie prussienne, le 10 janvier, le maréchal Marmont regroupe ses troupes à Saint-Avold et se replie lui-même en direction de Metz en laissant en arrière-garde à Saint-Avold le général Frédéric Auguste de Beurmann, 600 fantassins, 400 hussards du Xe régiment sous les ordres du colonel Curely, 5 pièces d'artillerie face aux troupes de Blücher qui occupent la Sarre. Au nord de Saint-Avold, la ville d'Überherrn est tombée aux mains du prince Guillaume de Prusse qui commande la 2e brigade du corps de Yorck. Les unités de pointe du Oberstleutnant baron Franz Carl Friedrich Ernst von Klüx (de) occupent dès le 11 janvier les villages de Bisten, Guerting, Carling et L'Hôpital (Moselle). Uhlans, dragons, chasseurs et les hussards du régiment national de Silésie du prince Biron attaquent la ville qui est évacuée par les Français après une demi-heure de combat et occupée par les infanteries prussienne et russe,.
De Sarrebruck, Blücher donne ses ordres pour la journée du 12 janvier : « Le 12 janvier, le corps de York marche avec ses cantonnements entre Fouligny et Saint-Avold. La brigade von Horn continue sa marche vers Thionville. La brigade d'avant-garde du prince Guillaume de Prusse avance sur Metz (…). Le corps de Sacken marche en prenant ses quartiers de cantonnement entre Faulquemont et Puttelange-aux-Lacs. Mon quartier-général vient à Saint-Avold. »
Blücher envoie l'officier de son état-major, le major comte von Hardenberg, préparer son arrivée à Saint-Avold. Le maréchal Marmont entre à Metz le 12 janvier et annonce son intention de défendre la Moselle au maréchal Berthier, major-général des armées. Le 14 janvier, Blücher laisse le corps de York devant Metz. Apprenant que le gros des troupes françaises se replie vers Verdun, il souhaite désormais marcher sur Paris, partageant la position du Generalmajor August Neidhardt von Gneisenau (1760-1831) qui pense que le haut-commandement allié doit marcher sur Paris sans conquérir les places fortes rencontrées, afin de précipiter la chute de Napoléon.
Le 17 janvier, l'officier d'état-major de l'armée bavaroise, le major-prince August von Thurn und Taxis (de) arrive à Saint-Avold avec ses troupes. Il sera rejoint le même jour par 1 500 dragons et de cosaques de la cavalerie russe du général Borozdine qui s'installe à Saint-Avold. Le 18 janvier, sur ordre de Blücher, la troupe du général Borozdine quitte la ville afin de rejoindre le corps d'York et de faire le siège de Metz. Le maréchal Marmont quitte Metz pour rejoindre les forces de Napoléon à Vitry et laisse dans cette ville le général François Durutte en tête de deux régiments pour soutenir le siège de Metz. Durutte défend vaillamment cette ville cernée par 40 000 alliés jusqu'à l'armistice du 10 avril 1814. Saint-Avold restera occupée par les troupes bavaroises jusqu'en 1818.

### Les alliés hésitent à Langres
Schwarzenberg, sur la base de renseignements en partie erronés, s'attend à voir Napoléon concentrer des forces considérables autour de Langres ; il rassemble ses unités éparses occupées à assiéger Strasbourg et Belfort et marche pour occuper en premier la position stratégique du plateau de Langres.
Les ministres des Affaires étrangères d'Autriche et du Royaume-Uni, Metternich et Castlereagh, quittent Bâle où ils ont discuté des bases d'une diplomatie commune : Castlereagh réclame toujours la déposition de Napoléon et la restauration des Bourbons alors que Metternich envisage une régence de Marie-Louise au nom du roi de Rome. Le 25 janvier, ils rejoignent l'état-major de Schwarzenberg près de Langres. Le feld-maréchal autrichien redoute les risques d'une avance trop rapide et traite de « bouffonnerie » l'excitation du tsar Alexandre qui voudrait une marche immédiate vers Paris : le plateau de Langres lui offre une bonne position défensive mais les étendues plates jusqu'à Paris l'exposeraient à une attaque de flanc. Il écrit un mémorandum à l'empereur François pour lui faire comprendre qu'il vaut mieux attendre des renforts, consolider ses liaisons avec ses ailes droite et gauche, et peut-être ouvrir des négociations.

### Bataille de Brienne

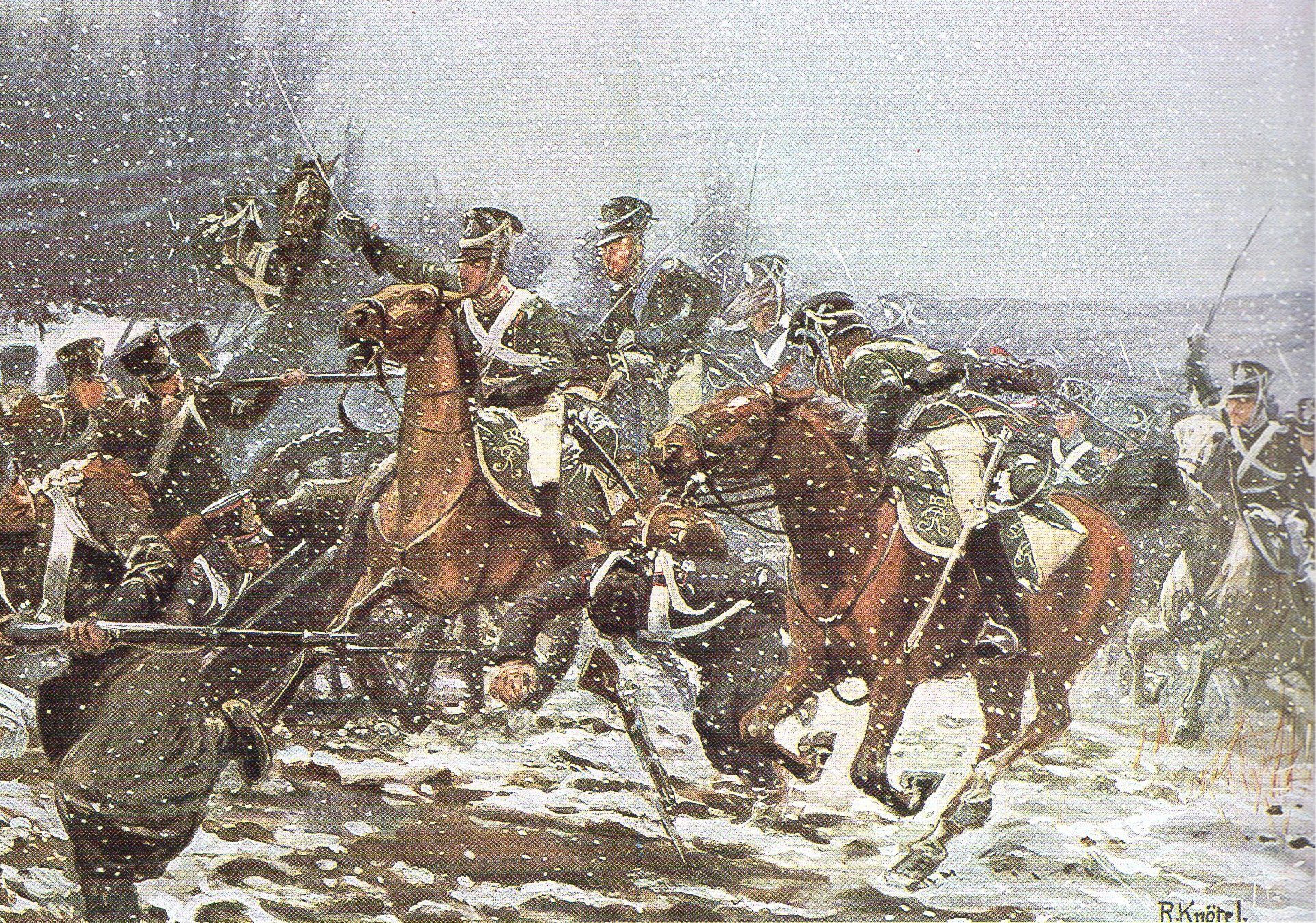
Charge de la cavalerie wurtembergeoise à la bataille de La Rothière, peinture de Richard Knötel (1857-1914).

Le 27 janvier, l'avant-garde de Blücher est repoussée à Saint-Dizier. Napoléon veut encore empêcher la jonction de Blücher avec Schwarzenberg qui arrive par le sud-est en lui coupant la route de Troyes, et se dirige, par des chemins réputés impraticables, sur Brienne qu'il attaque le 29. La ville et le château de Brienne sont occupés par les corps russes d'Osten-Sacken et d'Olsoufiev, avec lesquels se trouve Blücher, qui manque d'être pris avec son état-major. Napoléon abandonne l'attaque à dix heures du soir. Les pertes sont égales des deux côtés (3 000 tués ou blessés).
Pendant la nuit, Blücher se retire sans être inquiété vers Bar-sur-Aube et, le 30, Napoléon entre à Brienne. Là, il apprend que Blücher et Schwarzenberg ont opéré leur jonction et qu'ils l'attendent avec 100 000 hommes dans les plaines de l'Aube. Quoique plus faible de moitié, il accepte le combat. Napoléon est au centre, au village de La Rothière. L'engagement (1er février) commence à une heure de l'après-midi et ne cesse qu'à minuit. Napoléon ordonne la retraite sur Troyes pour éviter d'être écrasé par Blücher le lendemain. Les Français perdent à La Rothière 54 bouches à feu, et environ 6 000 hommes dont 2 500 prisonniers. La bataille de La Rothière (ou de Brienne), première défaite personnelle de Napoléon en France, affecte le moral de l'armée française, et déclenche des désertions.
Dès que Brienne est occupé, les souverains alliés se rendent au château pour organiser la suite des opérations. Il est convenu que l'armée de Silésie de Blücher marchera sur Châlons, et qu'après y avoir été jointe par les corps d'Yorck et Kleist (prussiens) et Langeron (russe), elle suivra la vallée de la Marne pour se porter sur Paris. L'armée de Schwarzenberg se dirigera vers Troyes puis vers Paris par la vallée de la Seine.

### Début du congrès de Châtillon
Le 5 février, un nouveau congrès s'ouvre à Châtillon (Côte-d'Or) entre les quatre grandes puissances alliées et la France. Il est composé du comte Stadion, du baron Humboldt, et du comte Razoumovski, respectivement pour l'Autriche, la Prusse et la Russie. Le Royaume-Uni y est représenté par les lords Aberdeen et Cathcart, et par le général Charles Stewart ; le ministre Castlereagh est également présent. Le ministre français des Relations étrangères, Caulaincourt, duc de Vicence, a obtenu de Napoléon carte blanche pour signer un traité de paix. Mais les alliés précisent leurs conditions, exigeant que la France retrouve ses frontières de 1791, et refusent qu'elle prenne part à la future réorganisation de l'Europe (Napoléon a mis sur le trône de pays conquis de nombreux membres de sa famille, dont le sort est donc incertain). Quand Napoléon apprend ces conditions, le maréchal Berthier, son chef d'état-major, et le ministre Maret, duc de Bassano, qui se trouvent auprès de l'Empereur, lui conseillent de les accepter mais il refuse.
Les négociations sont interrompues le 8 février.

### Opérations dans la vallée de la Marne

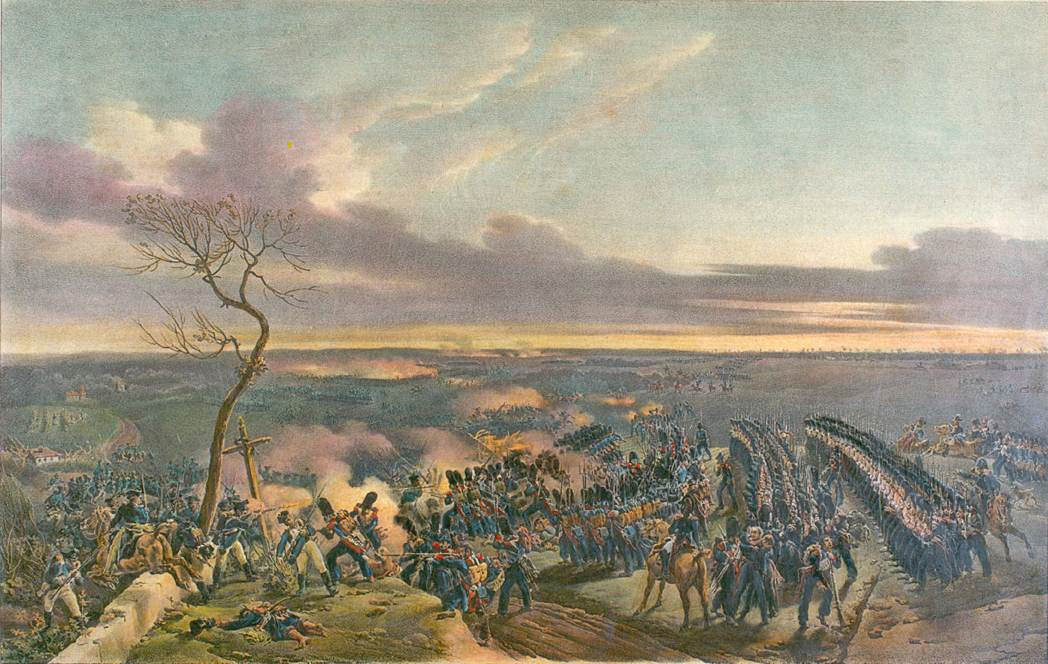
La bataille de Montmirail, par Marin-Lavigne, lith. d'après Horace Vernet.

Napoléon tente de manœuvrer et de se glisser entre les deux groupes afin d'attaquer Blücher sur son flanc. Près de Sézanne, à Champaubert, le 10 février, puis le lendemain plus au nord à Montmirail, Napoléon remporte deux victoires qui lui ouvrent le chemin vers l'armée de Blücher. Il remporte une troisième victoire le 12 à Château-Thierry. Le 14, à Vauchamps, Napoléon remporte une victoire nette contre l'armée de Blücher, qui recule jusqu'à Châlons.
Pendant ces cinq jours de combat, on estime que Napoléon cause aux alliés la perte d'au moins 25 000 hommes, tant tués que blessés, ou faits prisonniers. Il retrouve dans ces circonstances toute l'activité et la chance de ses premiers faits d'armes en Italie. Mais cela n'amène aucun résultat définitif : les pertes des alliés n'ont que peu de portée par rapport aux ressources démographiques dont ils disposent et aux nombreux renforts qui leur arrivent sans cesse, tandis que les Français ont presque épuisé leur potentiel de conscription, la classe 1814 ayant été appelée par anticipation en 1813.

### Opérations dans la vallée de la Seine
Napoléon n'exploite pas sa victoire, mais dirige son armée vers le sud-ouest, à marche forcée, pour barrer la route à l'armée de Schwarzenberg qui, progressant lentement dans la vallée de la Seine, prend, à la suite de plusieurs combats engagés contre les forces d’Oudinot et Victor, la ville de Sens défendue par le général Allix le 11 février, le pont de Bray-sur-Seine le 12 février obligeant les troupes de Victor défendant la ville de Nogent-sur-Seine à se replier après avoir fait sauter le pont. Le 13, Oudinot tente de résister aux Bavarois de von Wrede lors du combats de Cuterelles et de Luisetaines. Les Français doivent reculer par Provins et Nangis derrière l'Yerres.
Napoléon les rejoint avec Macdonald et ses 12 000 hommes à Guignes. S’ensuivent la bataille de Mormant, les combats de Valjouan puis le 18 février la bataille de Montereau à la suite desquels on parvint à arrêter et à repousser l’envahisseur. C'est pendant cette dernière bataille que Napoléon dit à ses soldats étonnés de le voir s'exposer au feu de l'ennemi : « Rassurez-vous, mes enfants, le boulet qui me tuera n'est pas encore fondu ».
Le succès qu'il vient d'obtenir ranime les espérances de Napoléon ; il écrit directement à son beau-père qu'il veut une paix rapide basée sur des conditions moins humiliantes que celles qu'on lui a faites à Châtillon ; en même temps, il écrit à son plénipotentiaire Caulaincourt « La providence a béni nos armes ; j'ai fait 30 à 40 000 prisonniers, j'ai pris 200 pièces de canon, j'ai détruit plusieurs armées presque sans coup férir, j'ai entamé hier l'armée de Schwarzenberg, que j'espère détruire avant qu'elle ait repassé nos frontières. Vous devez tout faire pour la paix ; mais mon intention est que vous ne signiez rien sans mon ordre, parce que seul je connais ma position. En général, je ne désire qu'une paix solide et honorable ; elle ne peut être telle que sur les bases de Francfort. » Le lendemain, il écrit à son fidèle beau-fils le prince Eugène, vice-roi d'Italie : « J'ai détruit l'armée de Silésie, composée de Russes et de Prussiens : j'ai commencé hier à battre Schwarzenberg, il est donc possible que nous puissions conserver l'Italie ». Il est si bien persuadé qu'il parviendrait lui seul à rejeter les étrangers au-delà des frontières de l'Empire, qu'il disait après la victoire de Nangis : « Je suis plus près de Vienne que mon beau-père ne l'est de Paris ».

### Traité de Chaumont, échec de Napoléon contre Blücher et clôture du congrès de Châtillon

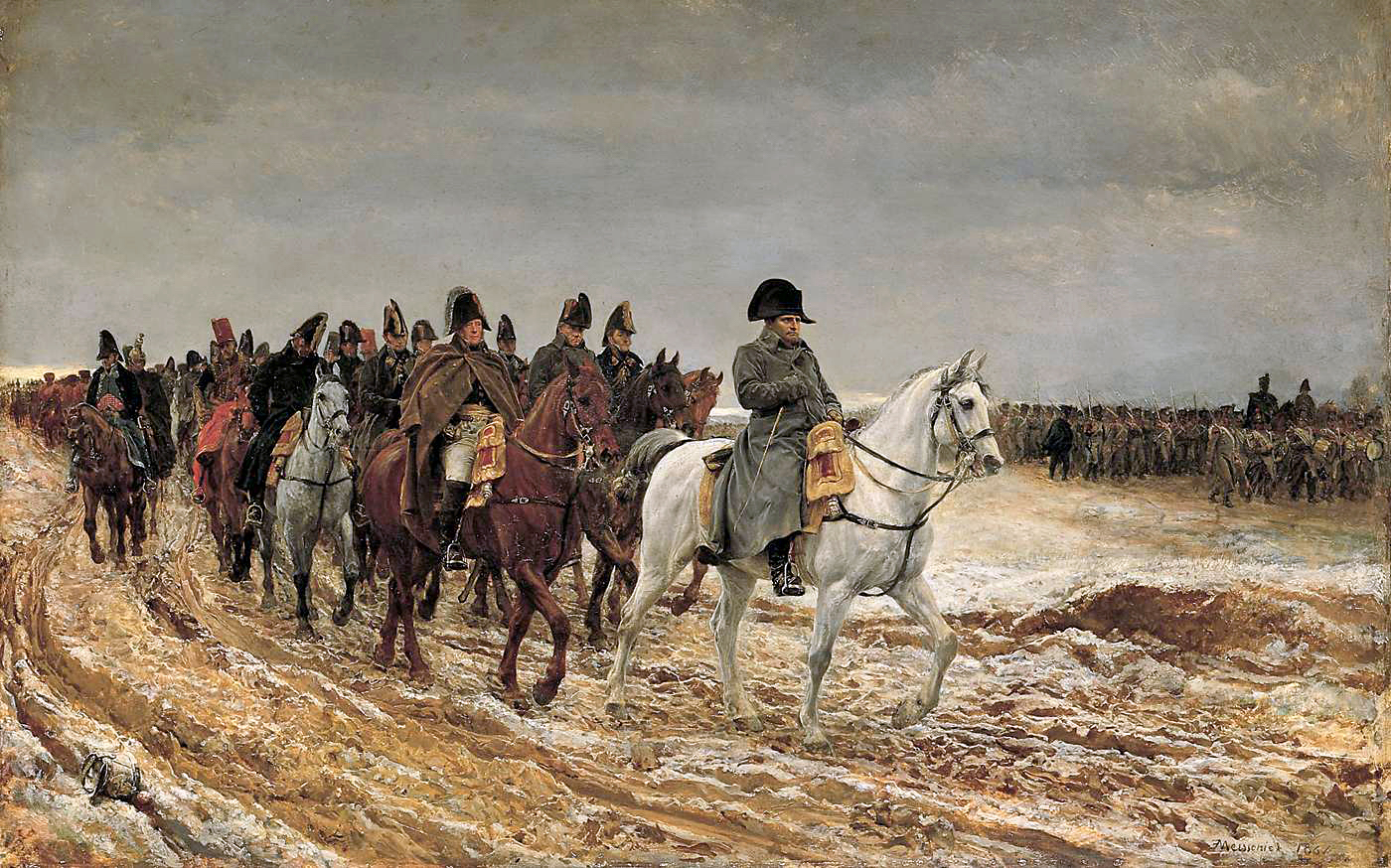
1814, campagne de France, toile d'Ernest Meissonier : la retraite après la bataille de Laon. Napoléon et son état-major derrière lui ; de gauche à droite, Ney (capote sur les épaules), Berthier, Flahaut (fils de Talleyrand) ; derrière Ney, un inconnu tombant de fatigue, puis Drouot et, derrière Flahaut, peut-être Gourgaud,,.

La coalition se concerte, car le coup d'arrêt porté par les dernières initiatives de Napoléon les rend circonspects, et aussi parce que la question de l'avenir de la France après leur victoire n'est toujours pas l'objet d'un consensus, entre ceux qui veulent restaurer les Bourbons (Britanniques, Russes, etc.) et les Autrichiens qui cherchent à obtenir une régence au nom du fils de Napoléon, qui serait exercée par sa mère Marie-Louise, fille de l'empereur d'Autriche. Le 8 mars, un traité d'alliance (antidaté du 1er mars) est conclu à Chaumont entre la Russie, l'Autriche et la Prusse, et le Royaume-Uni par lequel chacune des puissances continentales s'engage de tenir en campagne une armée active de 150 000 hommes et à ne tenir aucune négociation séparée avec l'ennemi commun. Le Royaume-Uni, lui, fournit annuellement un subside de 120 millions de francs.

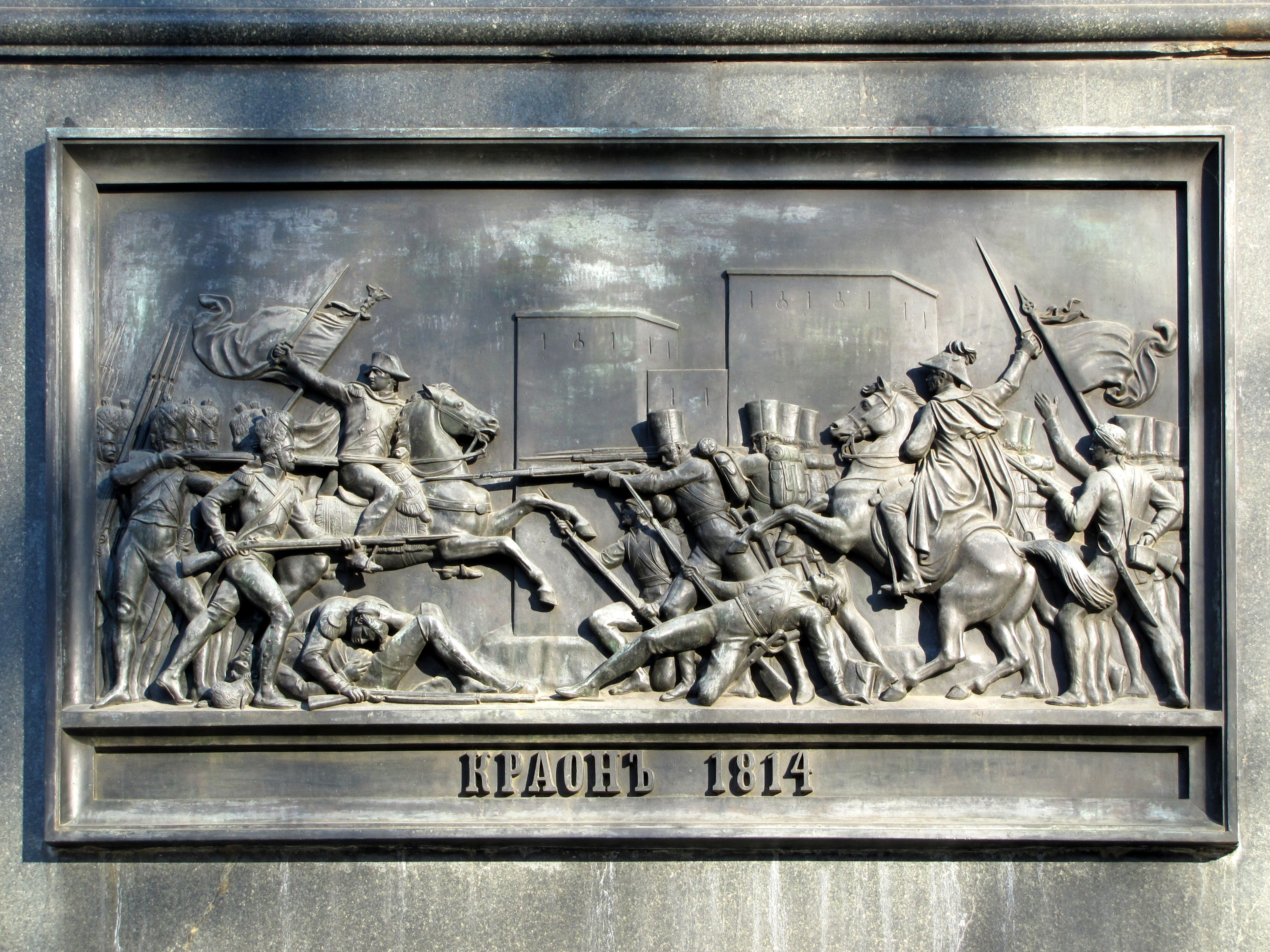
Le général russe Vorontsov à la bataille de Craonne, monument à Odessa.

Entre le 27 février et le 13 mars, Napoléon abandonne la poursuite de Schwarzenberg pour celle de Blücher entre la Marne et l'Aisne ; il laisse Oudinot et Macdonald pour couvrir ses arrières face à Schwarzenberg. Blücher, qui franchit la Marne à La Ferté-sous-Jouarre le 28 février, tente de prendre à revers les maréchaux mais doit reculer pour échapper à Napoléon. Il se dirige vers Soissons pour rejoindre les deux corps d'armée détachés de l'armée du Nord, commandés par Bülow et Wintzingerode, qui le cherchent entre Soissons et Reims. Le général Jean-Claude Moreau, qui commande la petite garnison de Soissons, pris en tenaille entre Bülow et Wintzingerode, capitule le 3 mars sans savoir que Napoléon est proche : Blücher peut s'échapper au nord de l'Aisne. Le même jour, Macdonald et Oudinot sont vaincus à Laubressel. Le 4 mars, l'avant-garde de Napoléon reprend le pont de Berry-au-Bac. Les deux armées s'affrontent : Napoléon est vainqueur le 7 mars à Craonne mais subit une lourde défaite les 9 et 10 mars devant Laon. Le 13 mars à Reims, il disperse un corps de renfort russe conduit par l'émigré français Saint-Priest qui est mortellement blessé. Napoléon doit revenir vers la Seine en ayant manqué l'occasion de détruire l'armée de Silésie. Il se retourne contre Schwarzenberg et veut l'obliger à s'éloigner de Paris, puis aller dégager les garnisons assiégées de l'Est pour couper les communications des coalisés.
Parallèlement aux combats, les négociations de Châtillon se poursuivent : le 19 mars, Caulaincourt remet aux alliés un contre-projet dans lequel Napoléon accepte le retour aux limites de l'ancienne France en conservant la Savoie, Nice et l'île d'Elbe, et à condition que la couronne du royaume d'Italie, dont l'Adige formera la frontière du côté de l'Autriche, sera donnée au prince Eugène, et aussi avec la réserve que les principautés de Lucques, de Neuchâtel, le grand-duché de Berg retourneront aux titulaires qui en étaient précédemment investis. Ce contre-projet est rejeté, les alliés considérant que la France demeurerait trop puissante. Le congrès de Châtillon, dont les négociations évoluent constamment en fonction des succès fluctuants des uns et des autres, prend fin le 19 mars.

### Échec de Napoléon contre Schwarzenberg et marche des alliés vers Paris

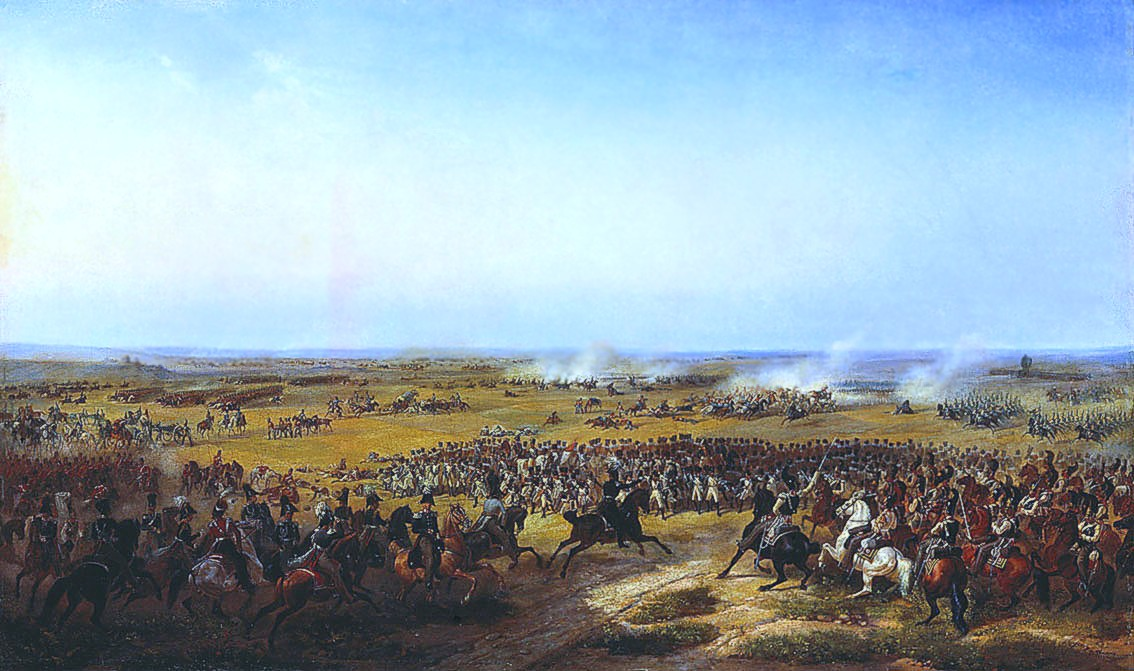
La bataille de Fère-Champenoise par Vassili Timm, 1839.

Le 20 mars, Napoléon est à Arcis, qu'il veut traverser pour se diriger sur Bar-sur-Aube avec environ 30 000 hommes, mais il est bloqué par l'armée de Schwarzenberg, forte de 100 000 combattants. Une longue bataille s'engage qui dure jusqu'au lendemain et force Napoléon à faire retraite vers Vitry-le-François, puis le 23, vers Saint-Dizier ; le même jour s'opère dans les plaines de Châlons la réunion des armées de Blücher et de Schwarzenberg.
Le 24, les alliés décident d'attaquer directement Paris, car ils ont intercepté le plan de Napoléon (passer vers l'est pour revenir ensuite) et surtout une lettre de Savary qui, resté à Paris, écrit à Napoléon que Paris ne lui est plus totalement acquise.
Le 25, les maréchaux Mortier et Marmont sont battus à Fère-Champenoise. La route de Paris est ouverte pour Schwarzenberg. L'armée de Silésie et la grande armée des alliés se mettent, sur trois colonnes, en pleine marche sur Paris, par la rive droite de la Marne, qu'elles passent à Trilport, Meaux et Lagny malgré quelques combats retardateurs comme à Claye et Villeparisis. L’empereur de Russie et le roi de Prusse portent leur quartier général à Bondy.
Napoléon s'obstine dans son plan de manœuvre tournante vers l'Est et, le 26 mars, remporte une derrière victoire à Saint-Dizier sur le corps russe de Ferdinand von Wintzingerode mais cette diversion lui fait perdre du temps au moment décisif. Le 28 mars, Napoléon abandonne son plan et décide de retourner vers Paris après avoir reçu une lettre de Lavalette (directeur des Postes) déclarant que « la présence de l'Empereur est nécessaire s'il veut empêcher que sa capitale soit livrée à l'ennemi ».

### Bataille de Paris
Le 30 mars, Paris est attaquée par Pantin et Romainville (Schwarzenberg) et par Clichy et Montmartre (Blücher). À la barrière de Clichy, défendue par Moncey qui commande la Garde nationale, a lieu la bataille la plus importante. Dans la soirée, les négociations sont ouvertes et dans la nuit, Marmont, avec la médiation de Talleyrand, signe un armistice : les troupes françaises évacuent Paris en direction du sud.
Napoléon est à Juvisy lorsqu'il apprend la nouvelle.

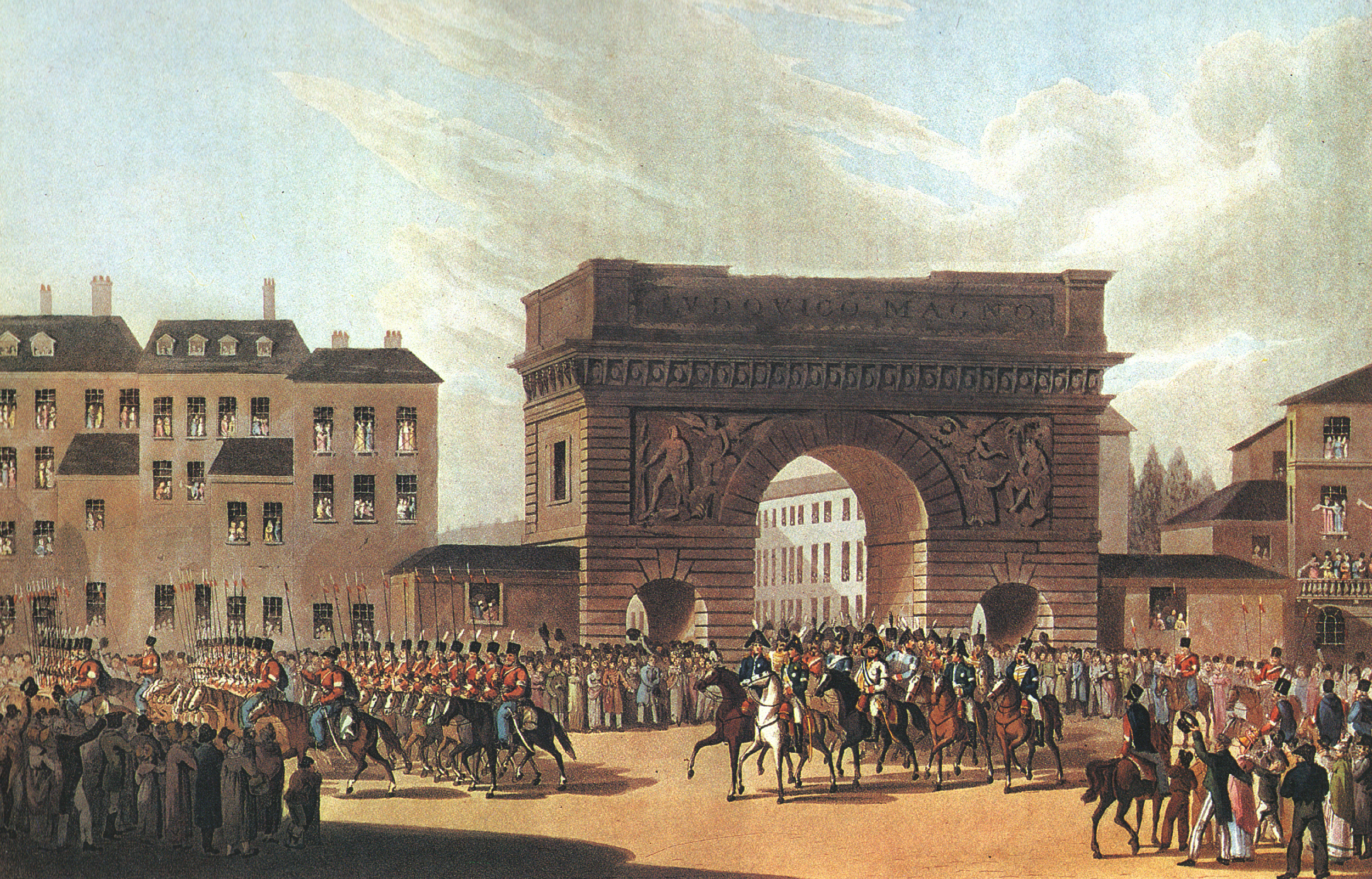
L'entrée des troupes russes à Paris

Le 31 mars, Caulaincourt retourne à Paris, les alliés y entrent à 11 heures et Napoléon va attendre à Fontainebleau la suite des événements.
Les alliés décident de rétablir les Bourbons et de ne pas négocier avec Napoléon ; le lendemain, une proclamation correspondante est affichée dans Paris. Le Sénat organise (1er avril) un gouvernement provisoire présidé par Talleyrand, et déclare (le 2 avril) Napoléon déchu du trône, le droit d'hérédité aboli dans sa famille, le peuple français et l'armée déliés envers lui du serment de fidélité. Le 4 avril, par arrêt du gouvernement provisoire, il est permis aux conscrits rassemblés de retourner chez eux ; ceux qui sont encore dans leurs foyers sont autorisés à y rester. La même autorisation est accordée aux bataillons de nouvelle levée, ainsi qu'à toutes les levées en masse.
Le même jour, à Fontainebleau, les maréchaux Ney, Lefebvre, Berthier, Oudinot, Moncey et Macdonald refusent directement à Napoléon de continuer les combats. Ce dernier signe une abdication conditionnelle, sous réserve des droits de son fils et de sa femme.
Cependant, Napoléon tente encore de renverser la situation. Il fait marcher une partie des troupes dont il dispose vers Paris, mais celles-ci, commandées par Marmont, se rendent aux Autrichiens. Marmont signe sa capitulation le 6 avril.

## Front du Rhône

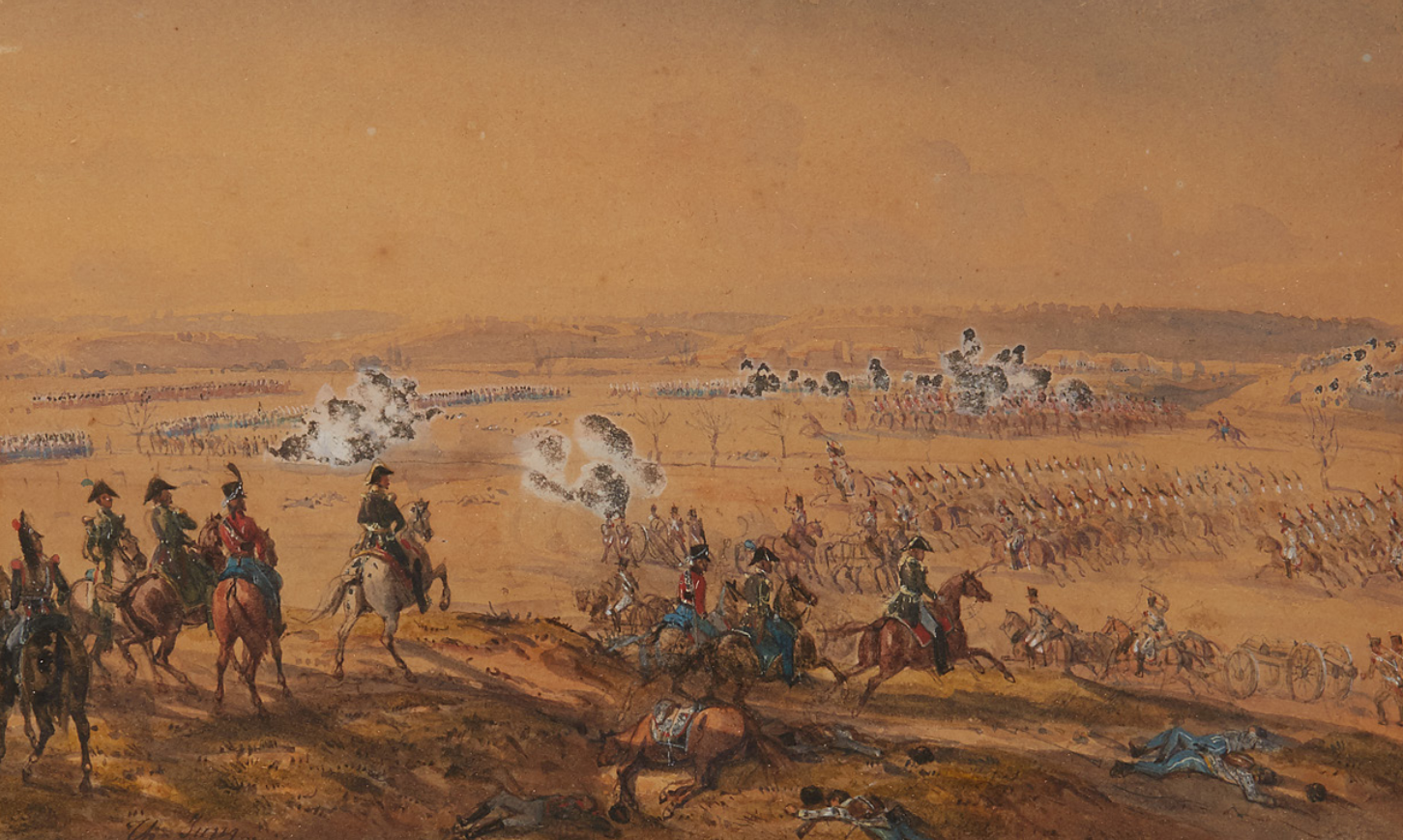
Charge du 13e régiment de cuirassiers à la bataille de Limonest, 20 mars 1814, dessin de Théodore Jung (1803-1865).

Les Autrichiens du général Ferdinand von Bubna und Littitz prennent Genève le 30 décembre 1813, puis occupent Mâcon, Annecy et Chambéry. Le maréchal Augereau, chargé de défendre Lyon et de reprendre Genève, n'a que 14 000 hommes face à 60 000 Autrichiens et se trouve pratiquement à court de vivres et de munitions. Lors de la bataille de Limonest, le 20 mars 1814, Augereau aligne 11 800 fantassins, 1 800 cavaliers et 24 canons, plus 4 500 fantassins et quatre canons en réserve, face à 30 500 fantassins, 4 000 cavaliers et 88 canons, commandés par les généraux Wimpffen et Bianchi : menacé d'enveloppement, il doit battre en retraite. Après la bataille, il va parler aux autorités municipales de Lyon : la Garde nationale n'est pas armée et la ville n'est pas en état de se défendre. Pour éviter la destruction de Lyon, Augereau l'évacue dans la nuit du 21 au 22 mars pour se replier sur Valence.

## Front des Pyrénées

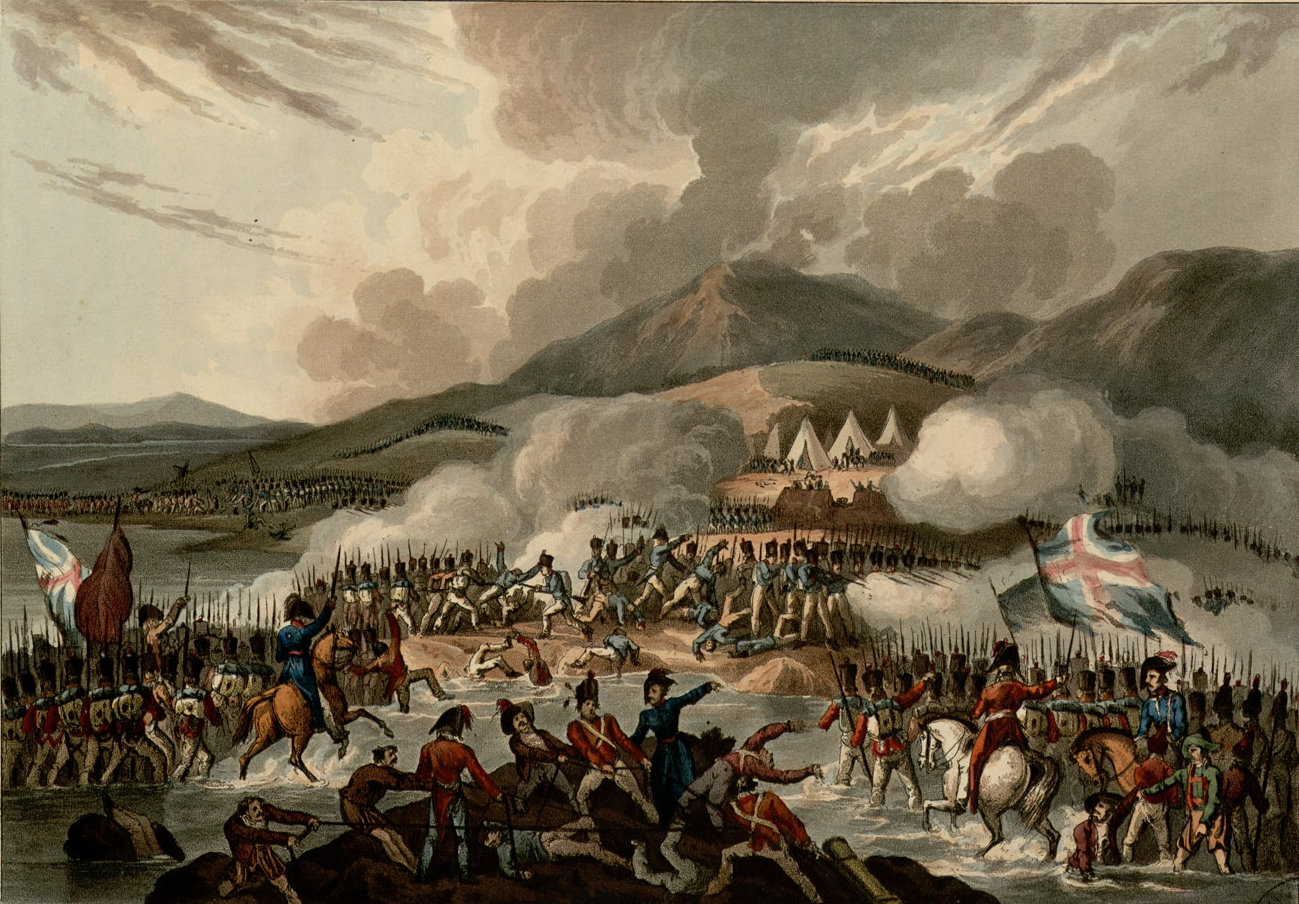
Bataille de la Bidassoa, aquarelle de William Heath, v. 1814-1815.

### L'armée coalisée franchit les Pyrénées
À l'issue de la dure guerre d'indépendance espagnole (1808-1814), l’armée française du maréchal Soult doit se replier au nord des Pyrénées. En octobre-novembre 1813, les forces britanniques, espagnoles et portugaises commandées par Arthur Wellesley, marquis de Wellington, forcent la ligne fortifiée de la Rhune et entrent sur le territoire français. Elles remportent la bataille de la Bidassoa le 7 octobre 1813, celle de la Nivelle le 10 novembre et celle de la Nive les 9-12 décembre. L'invasion du sud-ouest de la France (en) est le prolongement de la campagne de la péninsule.
Le gouvernement de Londres compte sur Wellington pour marquer un avantage important sur les Français et peser dans les négociations de paix. Le tsar Alexandre insiste pour un déploiement rapide des forces britanniques en Europe occidentale tandis que l'exilé français Dumouriez fait valoir les avantages politiques d'occuper Bordeaux et Toulouse. Wellington refuse le transfert de son armée sur la mer du Nord, qui poserait de lourds problèmes de commandement interallié, et préfère faire campagne en Espagne et dans le sud de la France. Il a sous ses ordres 23 000 Portugais, encadrés et soldés par les Britanniques, et 24 000 Espagnols, agissant de façon autonome mais qui, mal approvisionnés et mal encadrés, ne peuvent jouer qu'un rôle auxiliaire.   
Wellington est handicapé par les difficultés d'approvisionnement et les rapports orageux avec ses alliés. L'État espagnol, déjà en déficit avant 1809, doit administrer un pays ruiné par quatre ans d'occupation, à l'administration désorganisée, où les Cortes de Madrid redoutent tout ce qui pourrait accroître le pouvoir local des chefs d'armée et où les guérilleros licenciés sans solde se reconvertissent dans le brigandage. L'Espagne ne fournit pratiquement ni vivres, ni convois, ni équipements aux Britanniques : tout le ravitaillement de Wellington arrive de Plymouth par les ports espagnols de La Corogne, Santander et Bilbao d'où des petites embarcations le transportent vers la petite rade de Pasaia en Pays basque ; la prise de Saint-Jean-de-Luz à la fin de 1813 apporte une légère amélioration; encore les tempêtes du golfe de Gascogne rendent-elles ces transports incertains.

### Bataille de Garris
Livrée le 15 février 1814.

### Passage de l'Adour
Du 22 au 26 février, l'avant-garde de Wellington franchit l'Adour et encercle Bayonne.

### Bataille d'Orthez

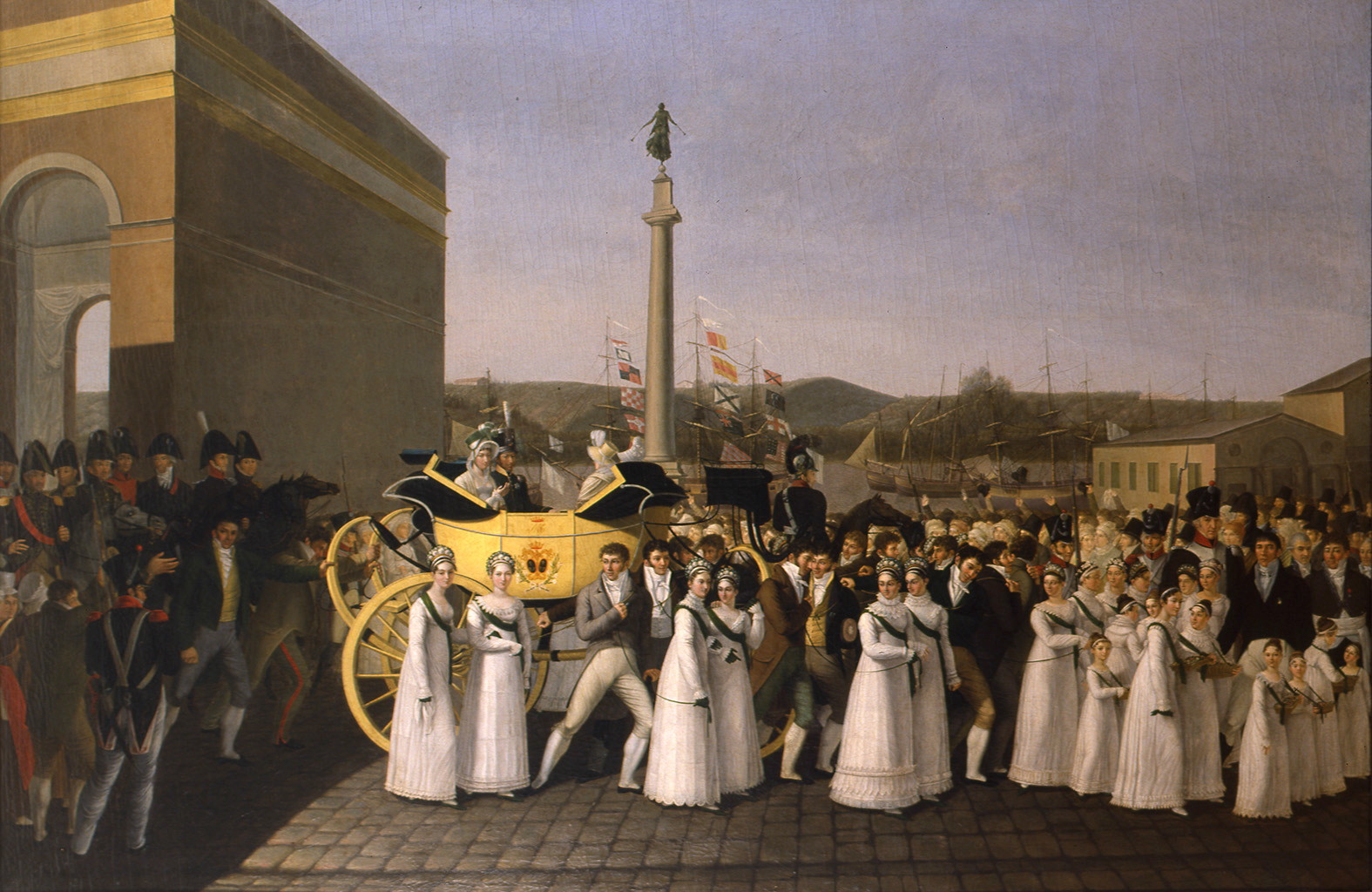
L'entrée du duc et de la duchesse d'Angoulême à Bordeaux, par Boccia, v. 1815-1819.

Livrée le 27 février 1814.

### Défection de Bordeaux
Le 12 mars, le maire de Bordeaux, Jean-Baptiste Lynch, ayant négocié secrètement avec les royalistes, proclame la restauration des Bourbon et ouvre la ville aux Anglais. Le duc d'Angoulême, membre de la famille royale, débarque à Bordeaux le même jour. C'est la première ville française à proclamer la déchéance de Napoléon. L'armée des Pyrénées se trouve ainsi avec les forces anglaises sur ses arrières.

### Bataille de Vic-de-Bigorre
Livrée le 19 mars 1814.

### Bataille de Tarbes
Livrée le 20 mars 1814.

### Bataille de Toulouse
Livrée le 10 avril 1814, le maréchal Soult, ayant appris l'abdication de Napoléon, évacue la ville dans la nuit du 11 au 12 avril.

### Sortie de Bayonne
Le 14 avril 1814, le général Maucomble commande une sortie de Bayonne. Les Français sont repoussés. La place capitulera le 5 mai.

## Adieux de Fontainebleau

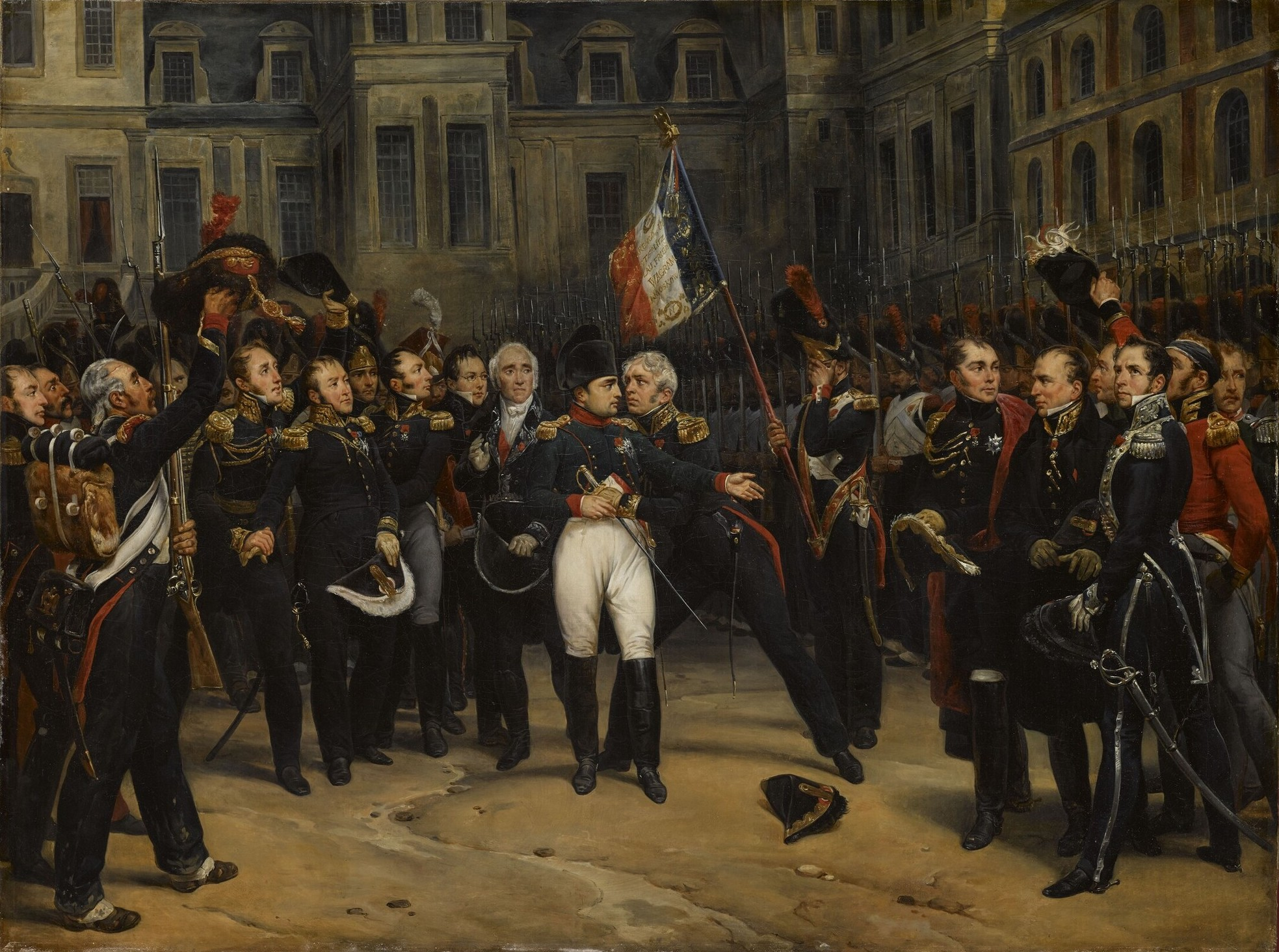
Adieux de Napoléon à la Garde impériale à Fontainebleau, par Montfort.

Le 6 avril 1814, Napoléon commence la journée par une revue de troupes. Après la revue se tient un conseil de guerre, dans lequel Napoléon, énumérant les ressources dont il peut disposer, prône la reprise des hostilités, car, outre les 50 000 hommes qui sont sous sa main, restent sur le pied de guerre plusieurs armées périphériques : celle de Soult qui est à Toulouse (mais face à une importante armée britanno-hispano-portugaise), celle de Suchet qui est en Catalogne (idem), celle d'Augereau dans les Cévennes (face à l'armée autrichienne de Philippe de Hesse-Hombourg), celle du prince Eugène en Italie (face aux Autrichiens du maréchal Bellegarde), celle du général Maison dans la Flandre (face aux troupes germano-hollando-suédoises du duc de Saxe-Weimar), ainsi que sur les nombreuses garnisons de frontière. Il constate que personne ne souhaite continuer. Il signe alors l'acte d'abdication :

« Les puissances alliées ayant proclamé que l'empereur Napoléon était le seul obstacle au rétablissement de la paix en Europe, l'empereur Napoléon, fidèle à son serment, déclare qu'il renonce, pour lui et ses héritiers, aux couronnes de France et d'Italie, et qu'il n'est aucun sacrifice personnel, même celui de la vie, qu'il ne soit prêt à faire à l'intérêt de la France. »

Il refuse par contre de souscrire au traité de Paris, par lequel ses plénipotentiaires viennent de conclure un armistice avec les alliés.
Le 11 avril, Caulaincourt et Macdonald signent à Paris une convention donnant à Napoléon la souveraineté de l'île d'Elbe et lui garantissant une rente de deux millions de francs par an, ainsi que le duché de Parme pour son épouse Marie-Louise avec une garantie de succession pour son fils.
Le 12 avril, Monsieur, comte d'Artois, frère du roi, fait son entrée solennelle dans Paris.
Dans la nuit du 12 au 13, Napoléon tente de s'empoisonner.
Le 13, Napoléon signe le traité de Fontainebleau, c'est-à-dire la convention faite le 11 à Paris, par laquelle il abdique.
L'armée de Soult, qui poursuit les combats dans le sud-ouest de la France, est battue à Toulouse le 10 avril par Wellington.
Le 20 avril, les plénipotentiaires alliés chargés de l'escorter vers l'exil étant arrivés la veille, Napoléon quitte Fontainebleau, pour partir à l'île d'Elbe. Napoléon fait un dernier discours à sa garde personnelle.

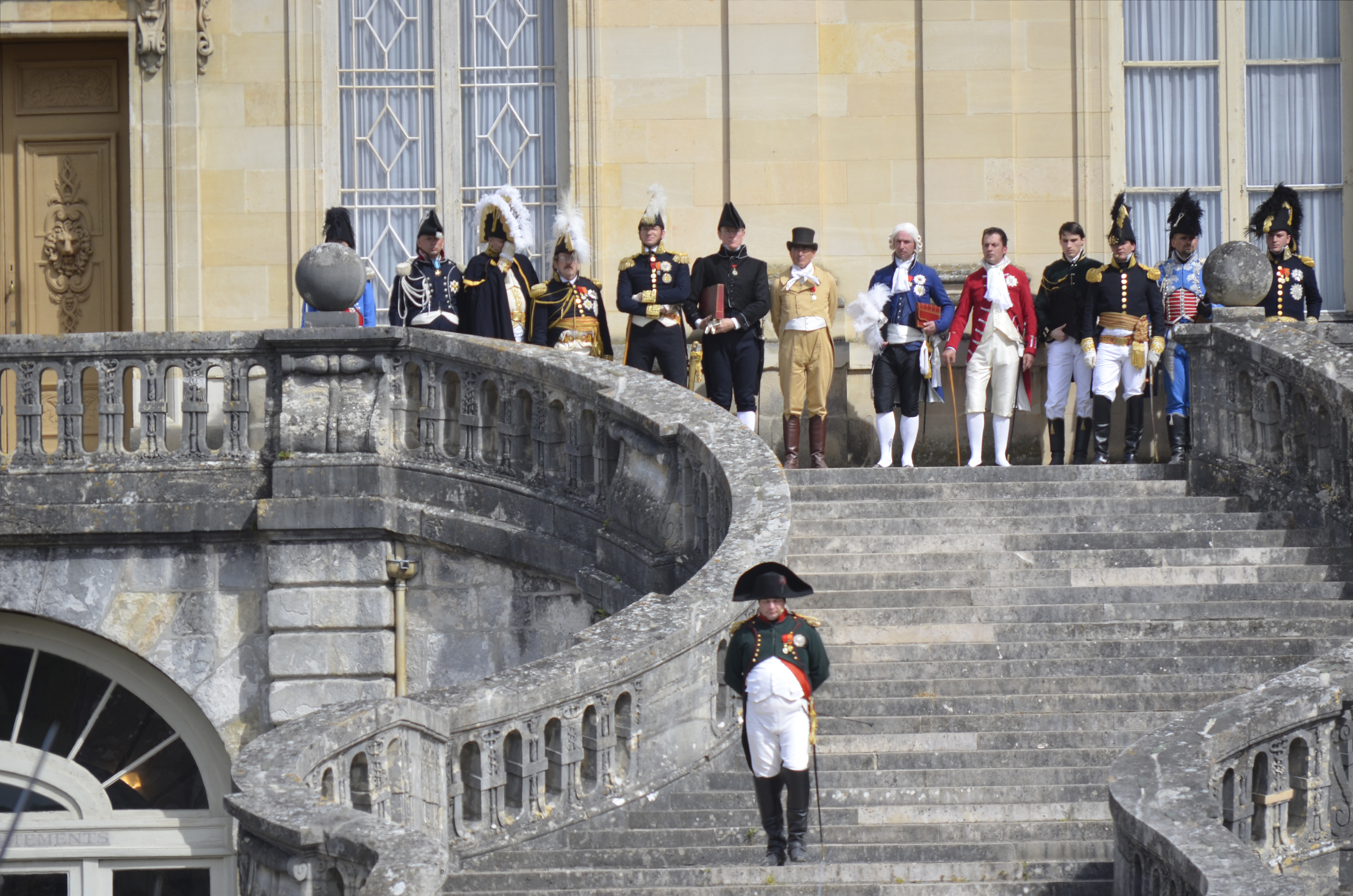
Reconstitution lors du bicentenaire des adieux de Napoléon à Fontainebleau, le 20 avril 2014. Napoléon descend l'escalier en fer-à-cheval du château de Fontainebleau.

## L'exil de l'île d'Elbe
Napoléon part vers le sud en voiture, escorté par les généraux Bertrand, Drouot, Cambronne et une troupe de 600 hommes. Les commissaires délégués par les coalisés accompagnent le convoi.
Napoléon est menacé de mort par la foule près d'Orange.
Le 28 avril, il s'embarque à Saint-Raphaël sur The Undaunted (l'Intrépide), une frégate britannique qui, le 3 mai, le dépose à six heures du soir dans le port de Portoferraio. Il reçoit à bord de l'Undaunted le général Dalesme, commandant français. Le 4 mai, dans l'après-midi, il débarque et le maire de Portoferraio lui remet les clefs de la ville ; la mairie devient momentanément palais impérial avant les Mulini. Un Te Deum auquel Napoléon assiste est chanté dans la cathédrale sur la place d'Armes. Napoléon avait fait arborer sur la frégate britannique le drapeau elbois, il le conserve pendant son séjour dans l'île. Le drapeau est fond blanc, traversé diagonalement d'une bande rouge semée de trois abeilles fond d'or.
Pendant les dix mois qu'il passe dans cette île, Napoléon s'intéresse à l'exploitation de ses mines de fer, fait tracer des routes, planter des arbres ; il se comporte en administrateur. Il est rejoint par sa mère (2 août 1814) et sa sœur Pauline Bonaparte, princesse Borghèse, auxquelles il cède l'étage qu'il a fait construire entre les deux pavillons de son habitation de Portoferraio. À Porto Longone, il passe une partie de ses journées dans un kiosque vitré réservé à lui seul qu'il a fait élever au Forte San Giacomo, sur le sommet d'un rocher. Les Elbois donnèrent à ce kiosque le nom de casa di Socrate (la maison de Socrate).

« L'Empereur menait à l'île d'Elbe une vie très active ; toujours levé avant le jour, il consacrait au travail les premières heures de la matinée ; venait ensuite la revue ; elle ne se bornait pas, comme au Carrousel, à un coup d'œil numératif jeté en courant sur des corps nombreux : c'était une inspection minutieuse, dont l'âme toute militaire de Napoléon savourait, pour ainsi dire, les détails. Chaque grenadier était interrogé sur ses occupations, ses habitudes, sa santé et même ses sentiments. Les braves de l'île d'Elbe se plaignaient quelquefois : l'Empereur leur donnait ou leur permettait ce qu'ils demandaient, si l'objet réclamé était en son pouvoir ; autrement, il les appelait grognards, leur tirait la moustache et s'éloignait en souriant.
« Dans la soirée, Napoléon faisait une promenade à cheval, accompagné de ses principaux officiers. Quelquefois il recevait les visites des étrangers de distinction qui affluaient dans l'île, rien que pour l'apercevoir ; mais le plus souvent, il s'égayait, avec son état-major, des injures que lui prodiguaient ceux des journaux français qui l'avaient le plus servilement flatté avant sa chute.
« Ainsi s'écoulaient les jours de l'Empereur, tantôt à Portoferraio, tantôt à Porto-Longone ou à Rio. Sa garde, à l'exemple des guerriers romains, participait à la plupart des travaux qu'il avait entrepris dans l'île ; elle s'augmentait journellement des militaires que le dévouement amenait auprès de sa personne. À peine Napoléon pouvait-il soutenir ce bataillon fidèle ; n'importe il se grossissait… Quelques officiers supérieurs y prirent du service comme de simples soldats. »

Le gouvernement français ne payant pas à Napoléon les deux millions de francs de rente qui faisaient partie de la convention entre Napoléon et les alliés signée en avril, la situation financière devient critique.
Un débat entre historiens existe pour savoir si, par son choix de l'île d'Elbe comme lieu de son exil, Napoléon avait fait le calcul d'un retour par l'Italie, où il compte des partisans de son retour comme empereur de Rome. Si des contacts entre les « irrédendistes » italiens et Napoléon ont bien eu lieu lors de son exil, vers la fin de 1814, il est difficile de savoir dans quelle mesure ce dernier a pris au sérieux de tels projets.
Le 12 ou le 13 février 1815, Napoléon reçoit la visite de Fleury de Chaboulon, qui lui fait un tableau de la situation en France en insistant sur l'attachement qu'une partie de la population éprouve pour lui, et sur l'impopularité de Louis XVIII. Il décide de rentrer en France, et, le 16 février, ordonne à Drouot de réarmer le brick L'Inconstant. Par ses ordres, on achète des munitions de guerre à Naples, des armes à Alger, des vaisseaux de transport à Gênes, et le 26 février 1815, à huit heures du soir, il s'embarque avec 1 100 hommes, dont 600 de sa garde, 200 chasseurs corses, 200 hommes d'infanterie et 100 chevau-légers polonais.
L'épisode elbois est surtout connu par le récit de Pons de l'Hérault, opposant à Napoléon qui administrait les mines de fer de l'île. Lorsque Napoléon débarque, leurs rapports sont plus que tendus. Mais une relation privilégiée se nouera vite entre les deux hommes, au point que Pons de l'Hérault, farouche républicain, suit l'Empereur pendant les Cent-Jours et tentera après Waterloo de le rejoindre à Sainte-Hélène. Les Souvenirs et anecdotes de Pons de l'Hérault sont une source précieuse sur le règne elbois. À propos des préparatifs du débarquement, Napoléon confiera à Sainte-Hélène : « Il n'y a que Pons qui sache bien ces choses-là ; ni Bertrand, ni Drouot n'étaient dans le secret de mon retour », ce qui est douteux.